# Matt Hernandez
Matthew J. Hernandez (Detroit, 16 ottobre 1961) è un ex giocatore di football americano statunitense che ha militato nel ruolo di offensive tackle nella National Football League (NFL).

## Carriera
Hernandez fu scelto dai Seattle Seahawks nel corso dell'ottavo giro (210º assoluto) del Draft NFL 1983. Nella sua prima stagione disputò 8 partite, di cui una come titolare. Fu svincolato il 28 agosto 1984 dopo una sola stagione.
Hernandez firmò con i Minnesota Vikings il 2 settembre 1984. Giocò 13 partite per la nuova squadra nel 1984. Lasciò i Vikings nel training camp del 1985.